# 2005年飓风菲利普
飓风菲利普（英語：Hurricane Philippe）是2005年9月下半月大西洋上空形成的一个持续时间较为短暂的热带气旋，也是活跃程度创纪录的2005年大西洋飓风季第16场获得命名的风暴和第9场飓风。系统源于东风波，于9月17日在小安的列斯群岛以东成形，并在北上期间逐渐增强。9月18日，菲利普成为本季第5场飓风，并在飓风强度下保持了两天时间，然后因其它天气系统产生的风切变增多而减弱，于9月20日降级成热带风暴。气旋继续减弱并围绕另一个不具备热带特征的低气压旋转，于9月23日完全被该天气系统吸收。

## 气象历史
9月9日，一股东风波离开非洲海岸并向西进入大西洋。9月13日，系统的组织性得到改善，美国国家飓风中心开始密切关注其进一步动向。9月17日，2005年大西洋飓风季的第十七号热带低气压在巴巴多斯以东约560公里洋面形成。当年，低气压进一步增强成热带风暴并获名“菲利普”（Philippe），虽然气候学预测结果显示气旋会对小安的列斯群岛产生影响，但美国国家飓风中心在预报中认为风暴会转向北上，不会对该群岛构成威胁，之后的实际发展也证实这一论断。
菲利普继续稳步强化，于9月18日晚行进至风切变较少的海域后达到飓风标准，部分预报模型还认为风暴会保持增强趋势并成为大型飓风。但由于附近一个低气压令风切变增多，气旋的最高强度只达到每小时130公里，这片不具备热带天气系统特征的低气压部分源自飓风丽塔的外流，到了9月20日，菲利普的强度已回落至热带风暴标准。
气旋继续北上，从低气压边缘掠过后继续逐渐减弱。美国国家飓风中心起初没有预料到这点，这主要是因为部分模型预计菲利普会重新增强并达到飓风标准。风暴围绕上述低气压的中心旋转，并在此期间不断减弱。9月22日，菲利普在转向朝百慕大前进时降级成热带低气压，再于次日退化成残留低气压，这些残留又继续旋转了1至2天时间，最终完全被上文所述低气压吸收。

## 防灾措施、影响和命名
虽然菲利普是在靠近小安的列斯群岛的海域形成，但气象机构沒有對當地發出热带气旋警告，只预测风暴会一直远离群岛，事实也的确如此。9月23日，百慕大进入热带风暴警告生效状态，但气旋在该岛以南较远洋面时就已消散，因此該警告並沒有實際作用。风暴给百慕大带去阵风和降水，9月23日的降雨量为3.8毫米。之后吸收菲利普的低气压也在岛上降下小雨，还创下2005年9月该岛的最低气压纪录。
热带风暴菲利普于9月17日成形，创下单个大西洋飓风季中形成日期最早的第16场风暴纪录，比1933年大西洋飓风季创下的原纪录要早10天。